# Lance Macklin
 Lance Macklin  (2. září 1919 Kensington – 29. srpna 2002 Bethersden) byl britský automobilový závodník, účastník formule 1 v letech 1952–1955.
Lance Macklin byl synem britského podnikatele s automobily Noela Macklina, mimo jiné i zakladatele automobilové společnosti Invicta and Railton a Fairmile Marine, výrobce motorových zbraní a torpédových člunů za druhé světové války.
Jeho kariéra ve formuli 1 nebyla příliš úspěšná, během svého působení nezískal žádné body v mistrovství světa a to hlavně kvůli jeho vozu HWM, který nebyl příliš konkurenceschopný. Nejlepšího výsledku dosáhl v roce 1952, když na trati v Silverstone zvítězil v prestižní BRDC International Trophy, byl to ale podnik, který se do mistrovství světa nezapočítával. V nemistrovských Grand Prix se mu dařilo nepoměrně více, kromě již zmiňovaného vítězství získal i druhá místa v Grand Prix des Frontières a Circuit du Lac, dále nasbíral pár dalších dobrých výsledků.
V roce 1955 startoval v závodě na 24 h Le Mans, kde se stal přímým účastníkem nehody při níž přišel o život Pierre Levegh a 80 diváků. Následovala další havárie při závodě Tourist Trophy na okruhu v Dundrod, kdy zničil svůj Austin, když se vyhýbal místu nehody při které zemřeli Jim Mayers a William T Smith. Tyto události rozhodly, že Lance Macklin ukončil svou kariéru a definitivně odešel z motorsportu.

## Kompletní výsledky ve formuli 1
| Legenda k tabulce | Legenda k tabulce                                                                       |
| Barva             | Výsledek                                                                                |
| ----------------- | --------------------------------------------------------------------------------------- |
| Zlatá             | Vítěz                                                                                   |
| Stříbrná          | 2. místo                                                                                |
| Bronzová          | 3. místo                                                                                |
| Zelená            | Bodované umístění                                                                       |
| Modrá             | Nebodované umístění                                                                     |
| Modrá             | Dokončil neklasifikován (NC)                                                            |
| Fialová           | Odstoupil (Ret)                                                                         |
| Červená           | Nekvalifikoval se (DNQ)                                                                 |
| Červená           | Nepředkvalifikoval se (DNPQ)                                                            |
| Černá             | Diskvalifikován (DSQ)                                                                   |
| Bílá              | Nestartoval (DNS)                                                                       |
| Bílá              | Závod zrušen (C)                                                                        |
| Světle modrá      | Pouze trénoval (PO)                                                                     |
| Světle modrá      | Páteční testovací jezdec (TD)                                                           |
| Bez barvy         | Netrénoval (DNP)                                                                        |
| Bez barvy         | Vyřazen (EX)                                                                            |
| Bez barvy         | Nepřijel (DNA)                                                                          |
| Bez barvy         | Odvolal účast (WD)                                                                      |
| Bez barvy         | Nezúčastnil se (prázdné)                                                                |
| Označení          | Význam                                                                                  |
| Tučnost           | Pole position                                                                           |
| Kurzíva           | Nejrychlejší kolo                                                                       |
| †                 | Jezdec nedojel do cíle, ale byl klasifikován, protože odjel více než 90 % délky závodu. |
| ‡                 | Byl udělován poloviční počet bodů, protože bylo odjeto méně než 75 % délky závodu.      |
| Horní index       | Umístění bodujících jezdců ve sprintu                                                   |

| Rok  | Tým               | Šasi          | Motor       | 1       | 2       | 3       | 4       | 5       | 6       | 7     | 8       | 9       | Umístění | Body |
| ---- | ----------------- | ------------- | ----------- | ------- | ------- | ------- | ------- | ------- | ------- | ----- | ------- | ------- | -------- | ---- |
| 1952 | HW Motors Ltd     | HWM           | Alta L4     | SUI Ret | 500     | BEL 11  | FRA 9   | GBR 15  | GER     | NED 8 | ITA DNQ |         | -        | 0    |
| 1953 | HW Motors Ltd     | HWM           | Alta L4     | ARG     | 500     | NED Ret | BEL Ret | FRA Ret | GBR Ret | GER   | SUI Ret | ITA Ret | -        | 0    |
| 1954 | HW Motors Ltd     | HWM           | Alta L4     | ARG     | 500     | BEL     | FRA Ret | GBR     | GER     | SUI   | ITA     | ESP     | -        | 0    |
| 1955 | Stirling Moss Ltd | Maserati 250F | Maserati L6 | ARG     | MON DNQ | 500     | BEL     | NED     | GBR 8   | ITA   |         |         | -        | 0    |

### Závody F1 nezapočítávané do MS
| Rok  | Grand Prix                       | Okruh               | Vůz           | Pozice            | Výsledky |
| ---- | -------------------------------- | ------------------- | ------------- | ----------------- | -------- |
| 1949 | Grand Prix Paříže                | Montlhéry           | Maserati 6CM  | Odstoupil         | Výsledky |
| 1949 | Grand Prix des Frontières        | Chimay              | Maserati 6CM  | 2. místo          | Výsledky |
| 1950 | Grand Prix Bari                  | Bari                | HWM 51        | Odstoupil         | Výsledky |
| 1950 | BRDC International Trophy        | Silverstone         | HWM 51        | Nestartoval       | Výsledky |
| 1951 | Richmond Trophy                  | Goodwood            | HWM 51        | 7. místo          | Výsledky |
| 1951 | Grand Prix San Rema              | Ospedaletti         | HWM 51        | 7. místo          | Výsledky |
| 1951 | Grand Prix Bordeaux              | Bordeaux            | HWM 51        | Nedokončil        | Výsledky |
| 1951 | BRDC International Trophy        | Silverstone         | HWM 51        | Nestartoval       | Výsledky |
| 1951 | Grand Prix Nizozemska            | Zandvoort           | HWM 51        | Nedokončil        | Výsledky |
| 1951 | Grand Prix Albi                  | Albi                | HWM 51        | 7. místo          | Výsledky |
| 1952 | Grand Prix Pau                   | Pau                 | HWM 52        | 7. místo          | Výsledky |
| 1952 | Grand Prix Marseille             | Marseille           | HWM 52        | Nedokončil        | Výsledky |
| 1952 | BRDC International Trophy        | Silverstone         | HWM 52        | 1. místo          | Výsledky |
| 1952 | Grand Prix Paříže                | Montlhéry           | HWM 52        | 4. místo          | Výsledky |
| 1952 | Circuit du Lac                   | Aix les Bains       | HWM 52        | 2. místo          | Výsledky |
| 1952 | Grand Prix de la Marne           | Reims               | HWM 52        | Nedokončil        | Výsledky |
| 1952 | Grand Prix des Sables d'Olonne   | Sables d'Olonne     | HWM 52        | Nedokončil        | Výsledky |
| 1952 | Grand Prix du Comminges          | Saint-Gaudens       | HWM 52        | Nedokončil        | Výsledky |
| 1952 | Grand Prix de la Baule           | La Baule            | HWM 52        | Nedokončil        | Výsledky |
| 1952 | Grand Prix Modeny                | Modena              | HWM 52        | Nedokončil        | Výsledky |
| 1952 | Grand Prix de Cadours            | Cadours             | HWM 52        | Nestartoval       | Výsledky |
| 1953 | Grand Prix Pau                   | Pau                 | HWM 53        | Nestartoval       | Výsledky |
| 1953 | Grand Prix Bordeaux              | Bordeaux            | HWM 53        | Nedokončil        | Výsledky |
| 1953 | BRDC International Trophy        | Silverstone         | HWM 53        | Nedokončil        | Výsledky |
| 1953 | Ulster Trophy                    | Dundrod             | HWM 53        | Nekvalifikoval se | Výsledky |
| 1953 | Coronation Trophy                | Crystal Palace      | HWM 53        | 4. místo          | Výsledky |
| 1953 | Internationales ADAC Eifelrennen | Nürburgring         | HWM 53        | Nedokončil        | Výsledky |
| 1953 | Crystal Palace Trophy            | Crystal Palace      | HWM 53        | 4. místo          | Výsledky |
| 1953 | Circuit du Lac                   | Aix-les-Bains       | HWM 53        | 3. místo          | Výsledky |
| 1953 | Grand Prix des Sables d'Olonne   | les Sables d'Olonne | HWM 53        | 7. místo          | Výsledky |
| 1953 | Grand Prix de Cadours            | Cadours             | HWM 53        | Nedokončil        | Výsledky |
| 1953 | Madgwick Cup                     | Goodwood            | HWM 53        | Nestartoval       | Výsledky |
| 1954 | Lavant Cup                       | Goodwood            | HWM 53        | 4. místo          | Výsledky |
| 1954 | BRDC International Trophy        | Silverstone         | HWM 53        | Nekvalifikoval se | Výsledky |
| 1954 | Grand Prix des Frontieres        | Chimay              | HWM 53        | Nekvalifikoval se | Výsledky |
| 1955 | Grand Prix Albi                  | Albi                | Maserati 250F | Nedokončil        | Výsledky |

### Výsledky ze závodu 24 hodin Le Mans
| Rok  | Kategorie | Tým                        | Vůz                     | Spolujezdci                    | Umístění               |
| 1950 | S3.0      | Aston Martin Ltd           | Aston Martin DB2        | George Abecassis               | 5. místo (1. ve třídě) |
| 1951 | S3.0      | Aston Martin Ltd           | Aston Martin DB2        | Eric Thompson                  | 3. místo (1. ve třídě) |
| 1952 | S3.0      | Aston Martin Ltd           | Aston Martin DB3 Spider | Peter Collins                  | nedokončil             |
| 1953 |           | Bristol Aeroplane Co       | Bristol 450 Coupe       | Graham Whitehead               | nedokončil             |
| 1954 |           | Automobili OSCA            | OSCA MT4 1500           | Pierre Leygonie, James Simpson | Dsq                    |
| 1954 |           | Donald Healey Motor Co Ltd | Austin Healey 100       | Princ Bira                     | Nestartoval            |
| 1955 | S3.0      | Lance Macklin              | Austin Healey 100S      | Les Leston                     | Nedokončil             |